# Ère Genroku
L'ère Genroku (元禄) est l'ère du Japon (年号, nengō, littéralement « le nom de l'année ») suivant l'ère Jōkyō et précédant l'ère Hōei. Cette période couvre les années allant du neuvième mois de 1688 jusqu'au troisième mois de 1704. L'empereur régnant est Higashiyama-tennō (東山天皇).
Les années Genroku sont généralement considérées comme représentant l'Âge d'or de l'époque d'Edo. Les cent précédentes années de paix et d'isolement au Japon ont créé une relative stabilité économique. Les arts et l'architecture prospèrent. La vie urbaine à Edo connaît un développement intense et inédit, autour duquel se matérialise une culture dite des "marchands", distincte de la culture de Cour qui dominait jusque là la vie culturelle de l'archipel.
Des conséquences imprévues apparaissent lorsque le shogunat avilie la qualité des pièces de monnaie comme stratégie de financement de continuation apparente de la prospérité de l'ère Genroku. Cette erreur stratégique provoque une brutale inflation. Puis, dans un effort pour résoudre la crise qui s'ensuit, le  Bakufu  introduit ce que l'on appelle les réformes Kyōhō.

## Changement de l'ère
- Genroku gannen (元禄元年?) ; 1688 : la nouvelle ère est créée pour marquer le début du règne de l'empereur Higashiyama. L'ère précédente se termine et la nouvelle commence lors de la cinquième année de Jōkyō, le 30e jour du 9e mois. Un sentiment d'optimisme est suggéré par le choix du nom de l'ère : Genroku signifie « le bonheur d'origine/originel ».

## Événements de l'ère Genroku

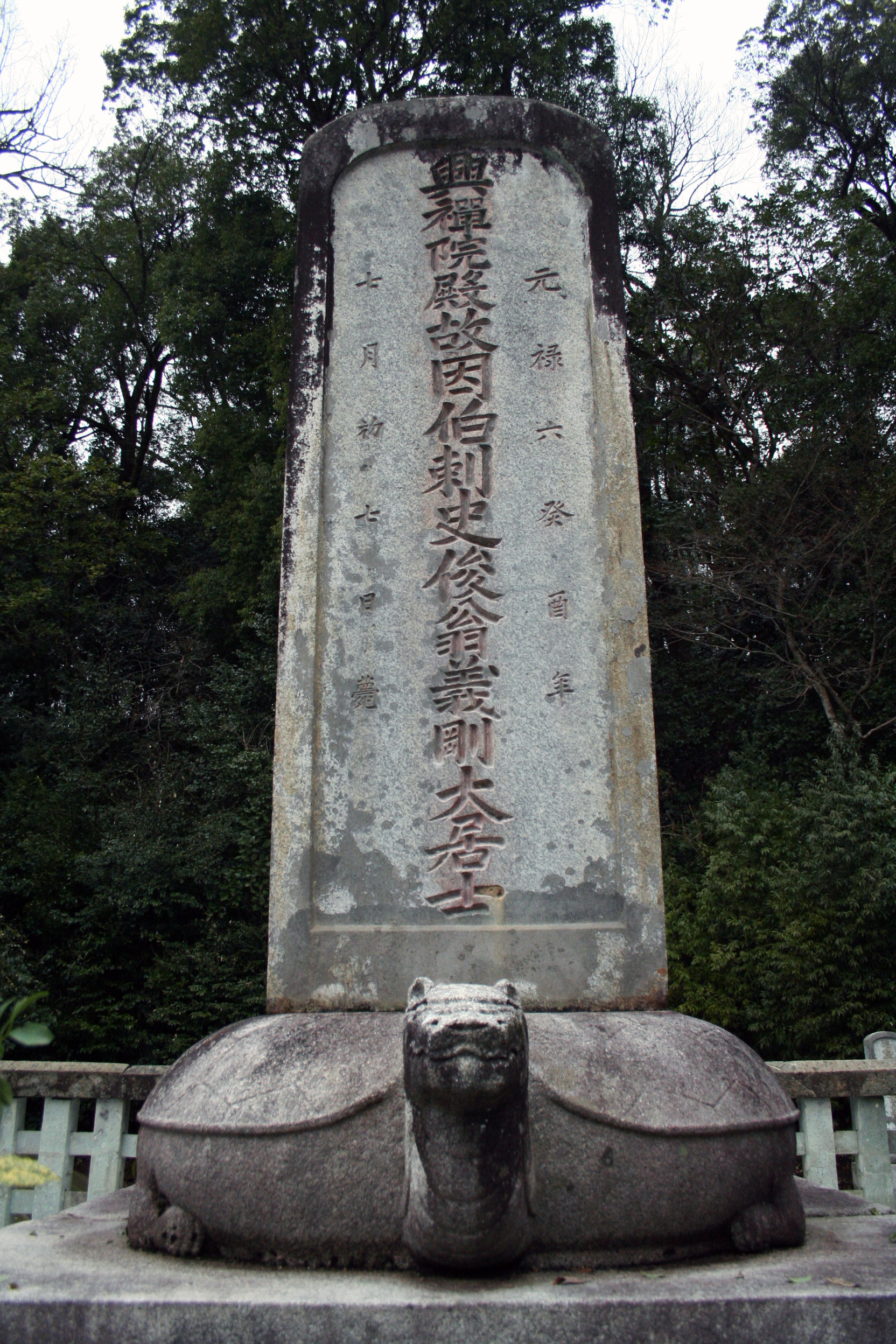
Stèle installée sur une base en forme de tortue à la mémoire d'Ikeda Mitsunaka, un daimyo du domaine de Tottori, datée de Genroku 6

- 1688 (Genroku 1, 1er mois) :  Ihara Saikaku publie Trésor éternel du Japon.
- 1688 (Genroku 1, 11e mois) : Yanagisawa Yoshiyasu exerce la fonction de Soba Yōnin.
- 1688 (Genroku 1) : Le shogunat Tokugawa révise le code de conduite des obsèques (Fuku-kiju-ryō), qui comprend également un code de conduite pour le deuil[3].
- 1689 (Genroku 2) : Construction à Edo du temple de Confucius (le shoheiko) ; Hayashi Razan (林羅山, 1583-1657), est nommé pour le servir[4].
- 1689 (Genroku 2, 4e mois) : L'établissement des étrangers à Nagasaki est rendu possible.
- 16 septembre 1689 (Genroku 2, 3e jour du 7e mois) : Arrivée à Dejima du médecin allemand Engelbert Kaempfer[5].
- 1690 (Genroku 3, 10e mois) : L'interdiction d'abandonner des enfants est officiellement proclamée.
- 1691 (Genroku 4) : Construction du Yushima Seidō à Edo[6] et fondation du Reiun-ji.
- 1692 (Genroku 5) : Interdiction de construction de temples à Edo.
- 1693 (Genroku 6) : Construction du pont Shin Ohashi-bashi à Edo[6].
- 1693 (Genroku 6, 12e mois) :  Arai Hakuseki est nommé tuteur du daimyo du domaine de Kōfu, futur shogun Tokugawa Ienobu.
- 1693 (Genroku 6) : Le code de conduite des obsèques est de nouveau révisé[7].
- 22 mars 1695 (Genroku 8, le 8e jour de la 2e lune) : Grand incendie à Edo; la même année, on place sur le revers des monnaies de cuivre le caractère 元 (ghen ou yuan en chinois, « rond, arrondi »), le même caractère utilisée aujourd'hui en Chine pour le yuan. Il n'y cependant aucune rapport entre ces deux usages[2],[8].

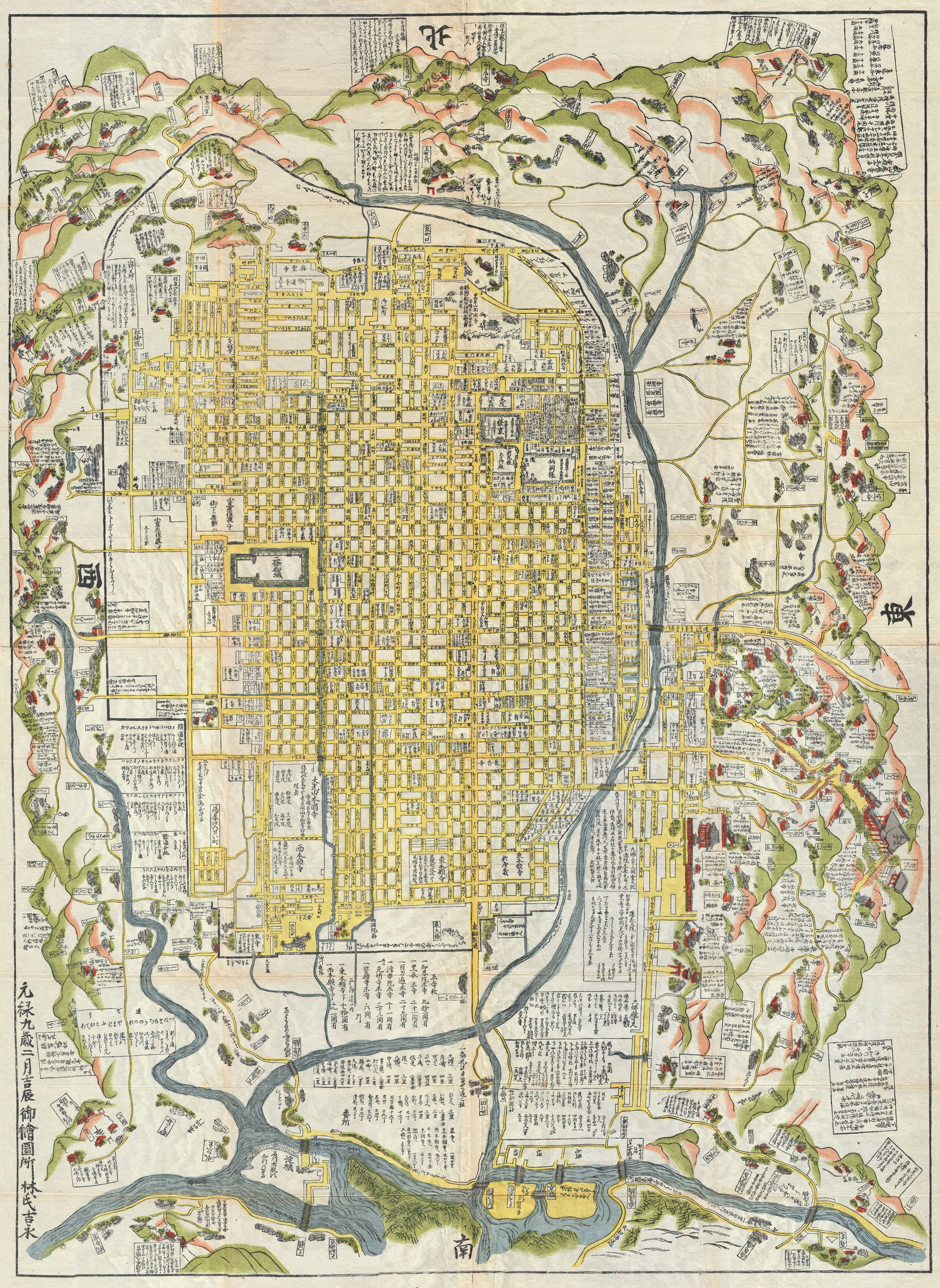
Plan de Kyoto et ses environs, vers 1696. Comme la plupart des anciennes cartes japonaises, celle-ci n'a pas d'orientation directionnelle ferme ; tout le texte rayonne à partir du centre.

- 1695 (Genroku 8, 2e mois) : Arpentage du territoire sous le contrôle direct du bakufu de la région de Kantō.
- 1695 (Genroku 8, 11e mois) : Création du première chenil pour chiens errants à Edo. Dans ce contexte, Tokugawa Tsunayoshi est surnommé le « shogun chien ».
- 1696 (Genroku 9) : Construction du pont Eitai-bashi à Edo[6].
- 1697 (Genroku 10) : La quatrième carte officielle du Japon (Genroku kuniezu) est établie cette année mais elle est considérée de qualité inférieure à la précédente, commandée au cours de Shōhō 1 (1605) et achevée en Kan'hei 16 (1639). Cette carte genroku est corrigée au cours de Kyōhō 4 (1719) par le mathématicien Tatebe Katahiro (1644–1739) qui utilise de hauts sommets comme points de référence et est dressée à une échelle de 1:21,600[9].
- 1697 (Genroku 10) : Grand incendie à Edo[2]. Pagode à quatre étages.
- Genroku 11 (1698) : Autre grand incendie à Edo. Une nouvelle salle est construite dans l'enceinte du temple Kan'ei-ji à Edo (aussi connu sous le nom Tōeizan Kan’eiji ou « Hiei-san de l'est » d'après l'Enryaku-ji sur le mont Hiei près de Heian-kyo)[6].
- 1700 (Genroku 13, 11e mois) : Fixation du taux de change des pièces en argent.
- 1700 (Genroku 13) : Reconstruction du temple Kitano à Heian-kyo[6].
- 1703 (Genroku 15, 12e mois) : Incident du domaine d'Akō impliquant les 47 Ronin.
- 1703 (Genroku 16, 3e mois) : Ōishi Yoshio commet seppuku.
- 1703 (Genroku 16, 5e mois) : Première représentation de la pièce Suicides d'amour à Sonezaki de Chikamatsu Monzaemon.
- 31 décembre 1703 (Genroku 16, 23e jour du 11e mois) : Le grand séisme Genroku (en) secoue Edo[10] et des parties du château du shogun s'effondrent[11]. Le lendemain, un vaste incendie se propage dans toute la ville[2]. Des parties de la côte du Honshū sont dévastées par un tsunami et 200 000 personnes sont tuées ou blessées[11].

## Importantes personnalités de l'èreGenroku
- Chikamatsu Monzaemon — dramaturge jōruri.
- Ichikawa Danjūrō I, Sakata Tōjūrō I, Yoshizawa Ayame I— acteurs kabuki.
- Ihara Saikaku — romancier.
- Arai Hakuseki — érudit confucéen et conseiller shogunal.
- Les 47 Ronin
- Ogata Korin et Ogata Kenzan — artistes de l'école Rinpa
- Torii Kiyonobu, Hishikawa Moronobu, Miyagawa Chōshun — artistes ukiyo-e